# Salem Esch-Chadely
Pour les articles homonymes, voir Esch (homonymie).
Salem Esch-Chadely, né le 24 février 1896 à Monastir et mort le 10 juin 1954, est un médecin et militant nationaliste tunisien qui s'est fortement impliqué dans la défense de la souveraineté de son pays sous le régime du protectorat français.
Médecin psychiatre à l'hôpital pour les maladies mentales de La Manouba, il s'est trouvé confronté à la discrimination raciale, particulièrement cruelle lorsqu'elle touche les aliénés livrés à l'arbitraire des aliénistes coloniaux. Sa dénonciation des faits dans ses discours et ses écrits mécontente les autorités coloniales qui tentent de le réduire au silence sous le poids d'accusations fallacieuses et de poursuites judiciaires, afin de masquer la nature politique de son combat sous des dehors d'infractions pénales, et de le discréditer aux yeux de ses confrères et de la société. Il a fallu des décennies pour que soit enfin reconnue la vérité des faits et que soient retracés son combat et le rôle qu'il a joué dans la lutte nationale.

## Formation

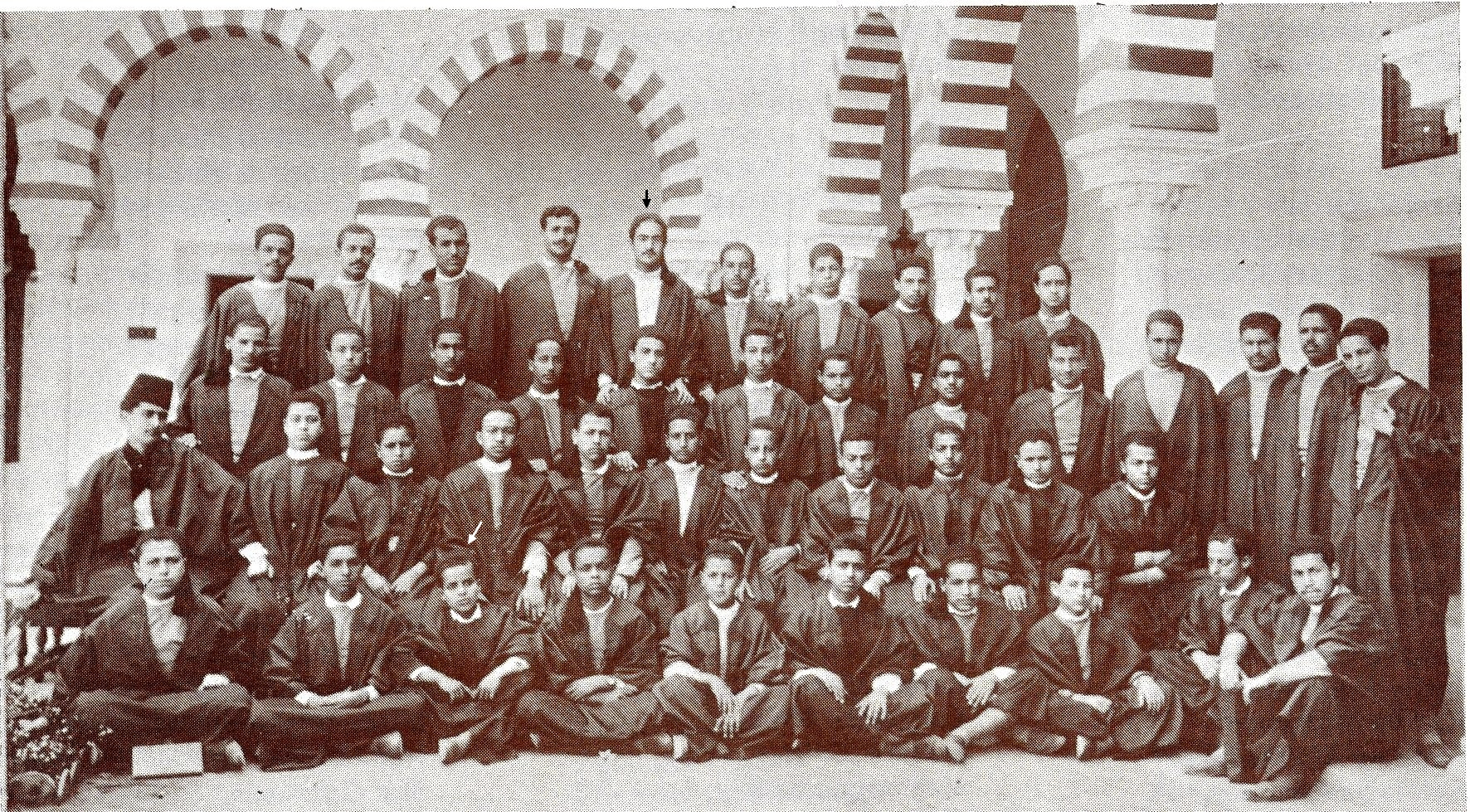
Internes du Collège Sadiki (1913-1914) : Salem Esch-Chadely, est debout dans la rangée supérieure (5), avec Habib Bourguiba assis (3).

Salem Esch-Chadely naît le 24 février 1896 à Monastir.
Il fait ses études primaires à l'école franco-arabe de Monastir, où il côtoie des élèves qui deviendront illustres, parmi lesquels Hédi Nouira et Mohamed Salah Mzali. Son certificat d'études primaires lui ouvre les portes du Collège Sadiki, où il poursuit ses études d'octobre 1911 à juin 1916 et obtient son diplôme de fin d'études secondaires.
Son année d'études au lycée Carnot de Tunis interrompue par la guerre, il se rend en France en décembre 1917. Il prépare son baccalauréat au lycée de Thonon-les-Bains, tout en assurant les fonctions de surveillant d'internat, puis entame ses études à la faculté de médecine de Paris et s'oriente vers la psychiatrie. Il obtient le diplôme de médecine légale et de psychiatrie en juillet 1927. Il soutient sa thèse de doctorat sous le titre Rythme paradoxal de fatigue et équilibre acide-base dans la neurasthénie, en 1929, sous la direction du professeur Henri Claude. Il obtient les diplômes de médecine coloniale (1926), de médecine des voies génito-urinaires (1933) et de phtisiologie (1934). Il suit également les cours de l'École libre des sciences politiques et en obtient le diplôme.

## Activités nationalistes
En 1917, depuis Thonon-les Bains, Salem Esch-Chadely se rend fréquemment à Berne (Suisse), où il rencontre de jeunes nationalistes expulsés de Tunisie, regroupés autour de Mohamed Bach Hamba, proche d'Abdelaziz Thâalbi et du leader syro-libanais Chakib Arslan, qui prônent une politique nationaliste et panarabe. Les autorités françaises exercent sur les membres du groupe une surveillance étroite et cataloguent Esch-Chadely et ses amis nationalistes en tant que « gens suspects ».
En janvier 1919, à l'ouverture de la conférence de la paix de Paris, le président des États-Unis, Woodrow Wilson parle pour la première fois du droit des peuples à disposer d'eux-mêmes. Le 21 janvier, Salem Esch-Chadely fait parvenir au président Wilson, à l'hôtel Murat où il séjourne à Paris, une lettre recommandée, en son nom propre, avec avis de réception, revendiquant le droit des Tunisiens à l'émancipation.

### Président fondateur de l'AEMNA

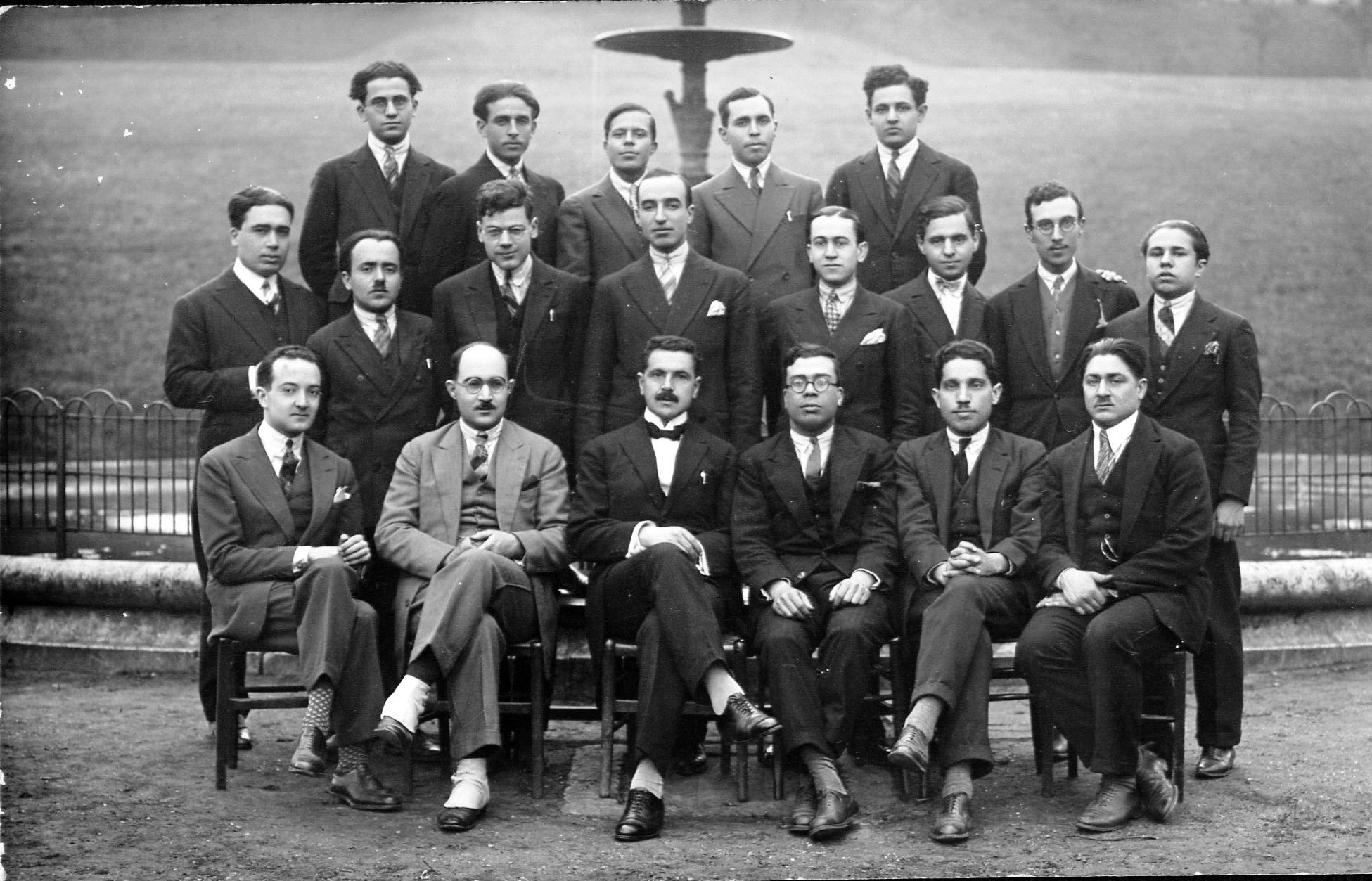
Membres de l'AEMNA.

Durant ses études médicales, Salem Esch-Chadely fonde à Paris, avec une quinzaine de jeunes Maghrébins, l'Association des étudiants musulmans nord-africains (AEMNA). Le comité fondateur en élabore les statuts en octobre 1927. Salem Esch-Chadely est élu premier président (décembre 1927-décembre 1928). Plusieurs étudiants de ce premier bureau s'illustreront dans le militantisme et la lutte de libération de leur pays, notamment les Tunisiens Tahar Sfar et Ahmed Ben Miled et les Marocains Ahmed Balafrej, Mohamed Ghali El Fassi et Mohamed Ouezzani.
Cette association œuvre pendant de longues années, jusqu'aux indépendances, à la formation d'une élite intellectuelle dans les pays du Maghreb.

### Membre du Conseil national du Néo-Destour

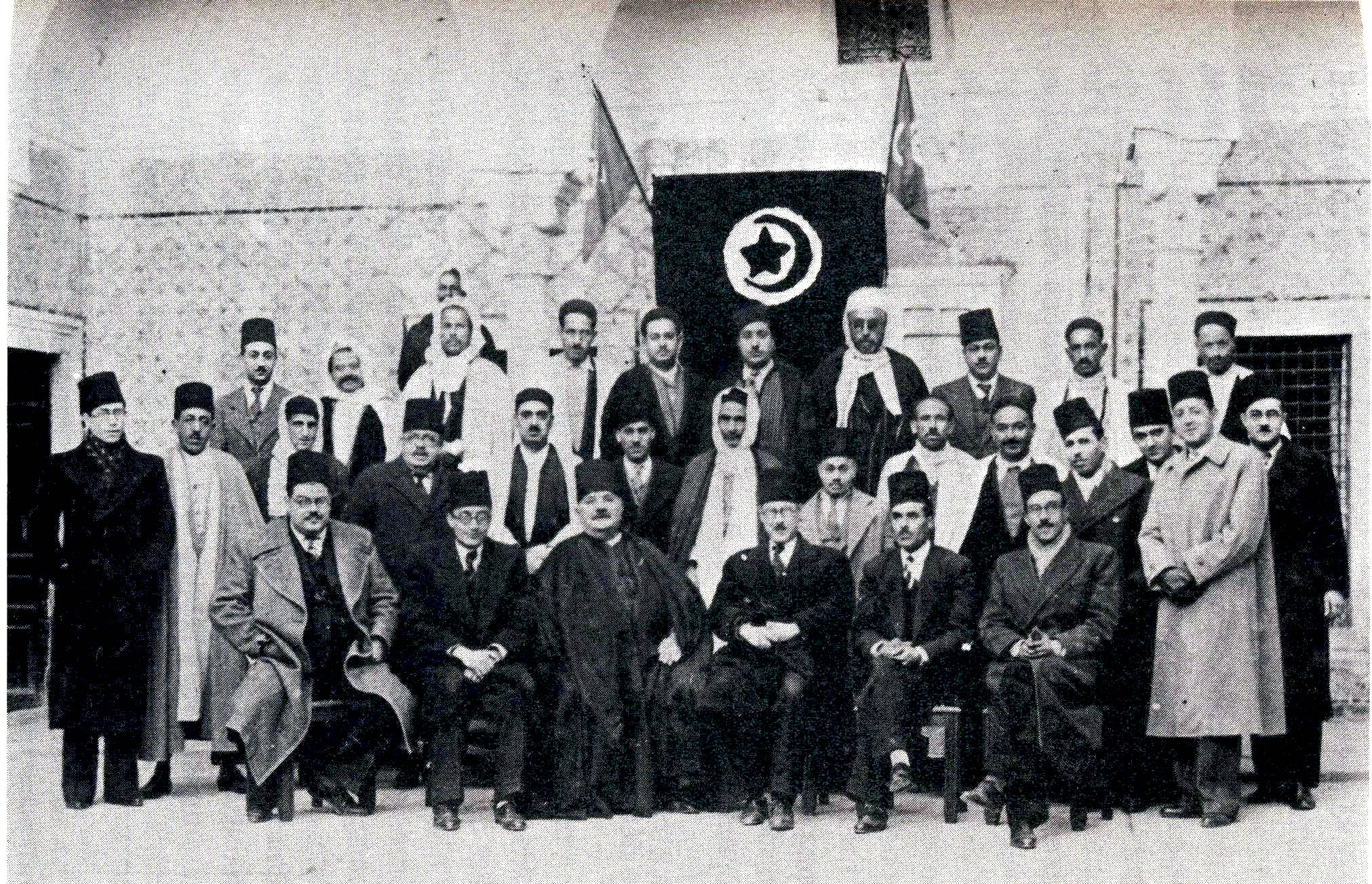
Membres du Conseil national du Destour.

À son retour en Tunisie en 1934, Salem Esch-Chadely adhère au nouveau parti nationaliste, le Néo-Destour. En 1935, il est élu membre de son Conseil national et président de sa commission politique. En 1937, il figure parmi les trente membres du Conseil national élus lors du congrès de la rue du Tribunal (30 octobre–2 novembre).

### Président d'un mouvement scout
Dès 1934, Salem Esch-Chadely s'implique également dans le mouvement scout. Il préside les Éclaireurs tunisiens musulmans puis fonde en 1936, et préside pendant plusieurs années, l'association des Scouts musulmans tunisiens. Il mène cette activité au rez-de-chaussée de son cabinet de consultations (90-92, rue Bab Souika).

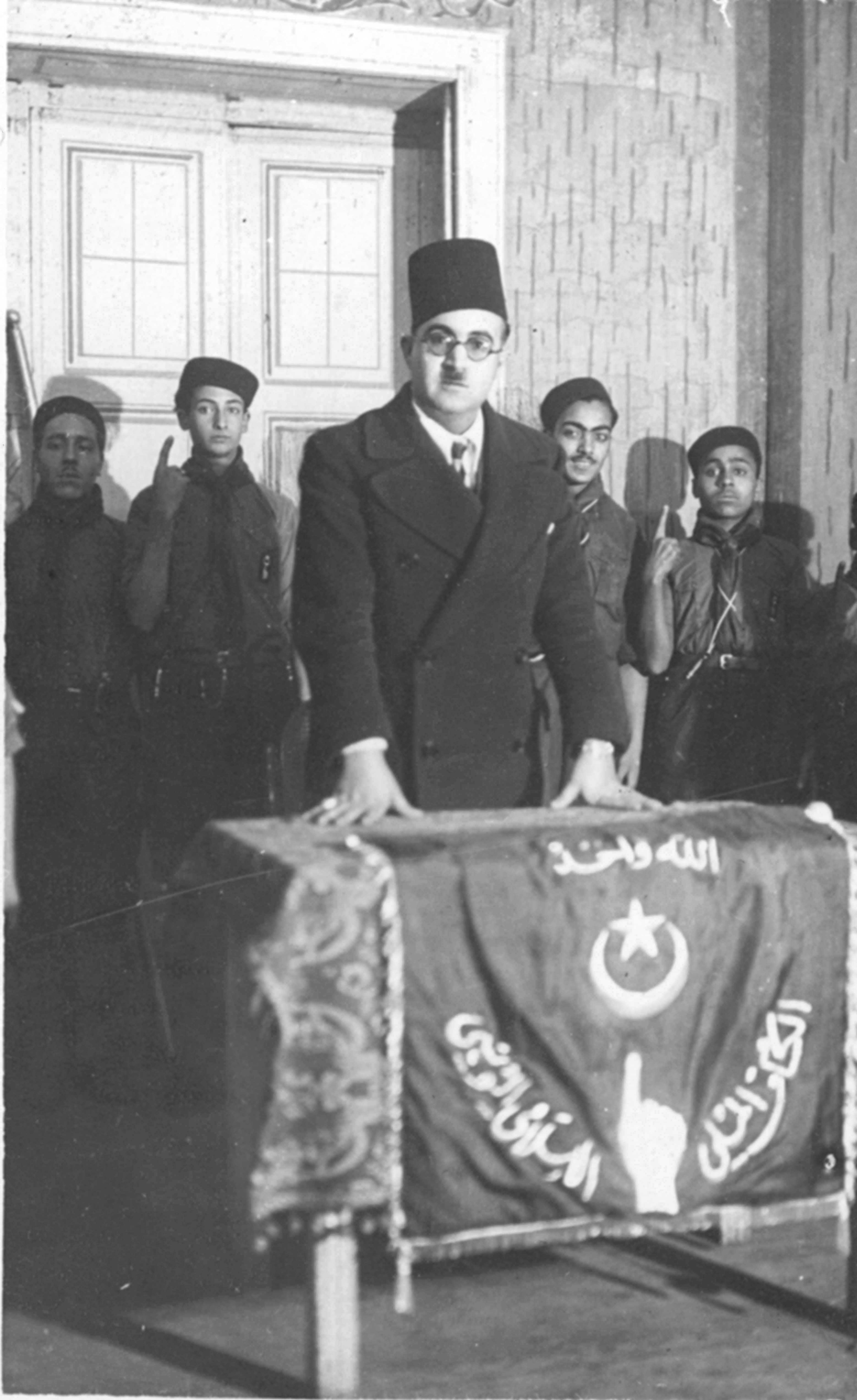
Salem Esch-Chadely et des scouts.

À la suite des événements d'avril 1938, les associations scoutes musulmanes sont contraintes à s'affilier à une fédération française. Les Scouts musulmans tunisiens résistent à ces tentatives d'assimilation. L'activité nettement nationaliste et la politisation de ce groupement scout, en totale opposition avec la politique coloniale du gouvernement, fait l'objet d'échanges de notes alarmistes entre la résidence générale de France à Tunis et le ministère des Affaires étrangères à Paris.
En 1947, le Dr Ahmed Stamrad succède au Dr Salem Esch-Chadely à la présidence de cette association scoute.

### Médecin engagé et homme de culture

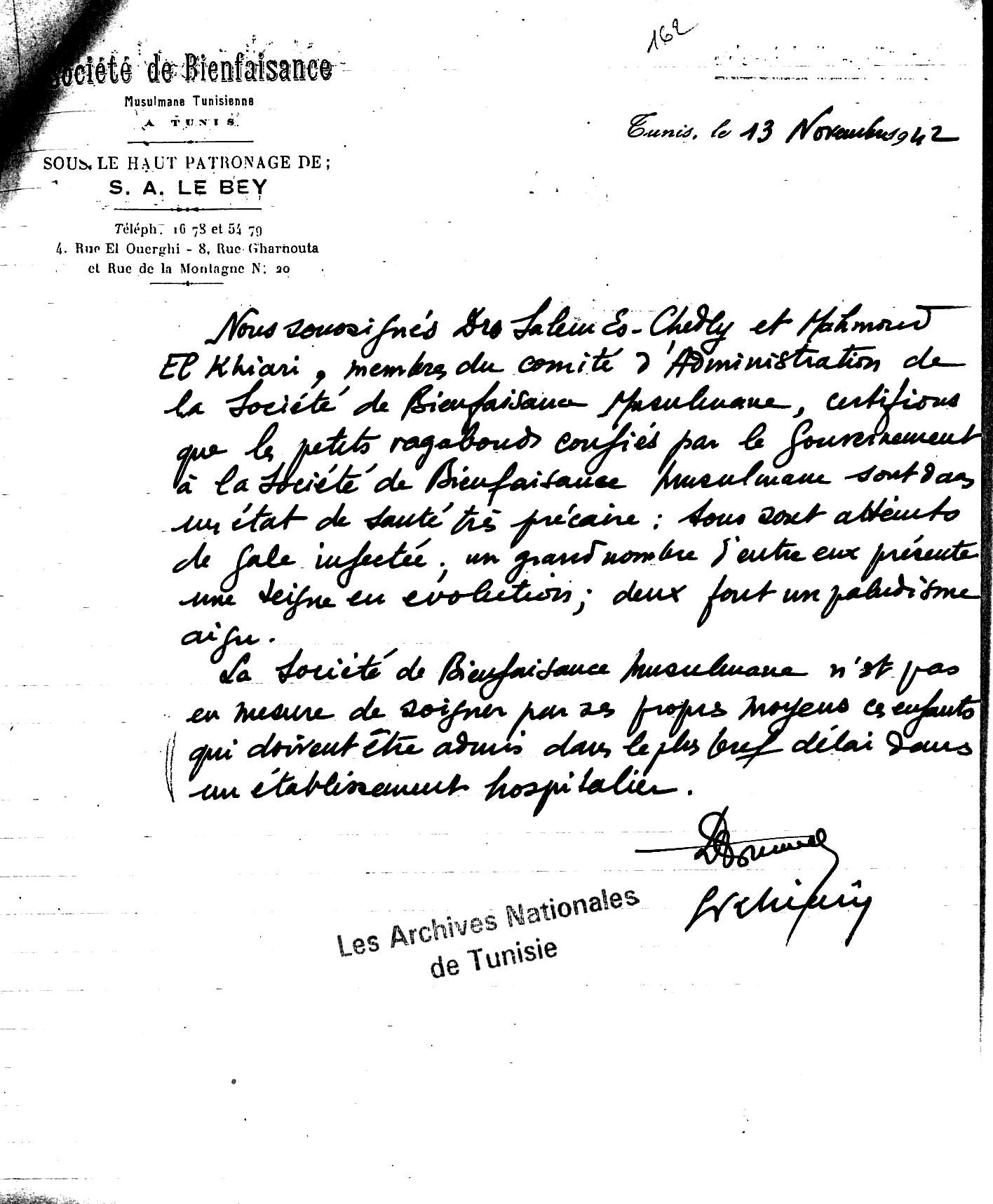
Certificat médical de la Société de bienfaisance musulmane tunisienne.

Durant son séjour en France, Salem Esch-Chadely est membre du Comité d'action franco-musulmane de l'Afrique du Nord, dont l'objectif est de veiller à la protection des migrants nord-africains. A Tunis, il est vice-président de la Société de bienfaisance musulmane tunisienne et membre du Comité de secours aux nécessiteux. Il consacre la journée du vendredi à des soins gratuits, dans son cabinet de consultations.
Dans ses fonctions hospitalières, il milite pour la défense des droits des patients tunisiens (musulmans et israélites) et mène campagne contre la ségrégation raciale et les injustices dont ils sont victimes. Il poursuit ce combat, même au cours des épreuves qui lui sont infligées après qu'il a été abusivement démis de ses fonctions en juillet 1948. Le 10 décembre 1948, jour de l'adoption de la Déclaration universelle des droits de l'homme, il lance un appel au secours au secrétaire général de l'ONU, Trygve Lie, pour faire interdire l'application du « projet de loi de tutelle des aliénés musulmans », qui prévoit la suppression du certificat d'internement établi par un médecin étranger à l'hôpital, seul verrou de protection contre un internement abusif. Il insiste sur la gravité de ce projet et en dénonce vigoureusement le texte auprès de nombreux responsables : le grand vizir M'hamed Chenik et le ministre de la Santé Mohamed Ben Salem en 1950, le Dr M'hamed Ghachem, ministre de la Santé en 1952 et le grand vizir Mohamed Salah Mzali, le 16 mai 1954, soit moins d'un mois avant son décès,.

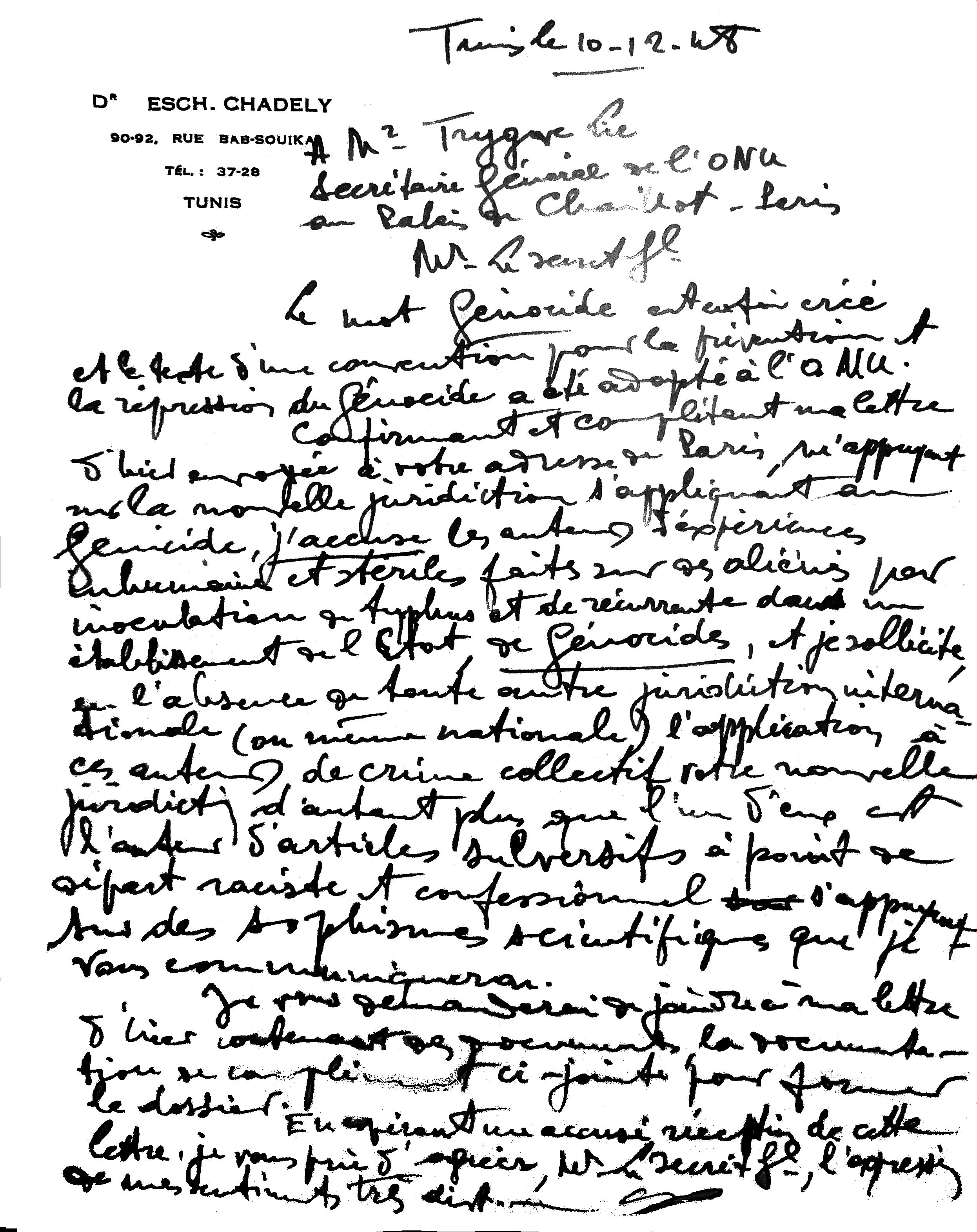
Brouillon de la lettre adressée par Esch-Chadely à l'ONU, le jour de l'adoption de la Déclaration universelle des droits de l'homme.

Il dénonce le pouvoir colonial qui détient le monopole et la diffusion du takrouri (chanvre indien) dont il constate, dans sa pratique, les effets néfastes sur la santé physique et mentale des populations déshéritées. Il envoie des rapports à l'Organisation mondiale de la santé (OMS) et à l'ONU, sollicitant l'arrêt de la culture et de la diffusion des stupéfiants par l'État.
Il fonde les revues scoutes Le Flambeau et Essabil, dont le premier numéro date de février 1947, et qui continue à paraître de nos jours. Il est l'auteur de plusieurs articles dans la revue Le Jeune Tunisien, dont il est rédacteur-collaborateur, et également dans les revues Leïla et Chems El Islam. Il est président du bureau de la Société d'art dramatique Al Kaoukab Ettamthili et membre de la Société des écrivains de l'Afrique du Nord.
Il est décoré de la médaille d'or décernée par l'Académie du dévouement national, pour services rendus aux œuvres sociales et humanitaires (1950) et de la médaille commémorative de la Guerre 1939-1945, avec barrette « Défense passive » (1953).

### Évènements décisifs
Le 14 juin 1946, une troupe de gendarmes exerce des sévices et des viols sur la population du village de Zéramdine, en guise de représailles collectives. La communauté internationale crie au scandale et demande des sanctions. Pour soustraire les coupables à la justice, le général Duval, commandant supérieur des troupes de Tunisie, envoie les douze accusés à l'hôpital de La Manouba pour une expertise mentale. Le directeur français de l'hôpital étant absent, Salem Esch-Chadely qui le remplace conclut à la responsabilité pleine et entière des gendarmes.
Le 23 août, le Congrès national tunisien, mieux connu sous le nom de Congrès de la Nuit du Destin, se tient clandestinement dans la soirée du 26 ramadan. Trois cents congressistes de tous bords se réunissent pour signer un manifeste exposant les aspirations tunisiennes et revendiquant l'indépendance. La police, alertée, interpelle quarante-six congressistes, parmi lesquels Esch-Chadely. Ils sont écroués sous l'inculpation de « reconstitution de groupement dissous et atteinte à la sûreté intérieure de l'État ».

## Psychiatre sous le protectorat
Alors qu'il exerce à La Rochefoucauld, en France, Salem Esch-Chadely est appelé en Tunisie en 1934, pour occuper, à l'hôpital pour les maladies mentales de La Manouba, le poste ouvert à un médecin tunisien qui parlerait la langue des patients. Premier psychiatre tunisien, il est chargé d'un service hospitalier par l'arrêté du 20 juin 1934. Durant ses fonctions, il assume à deux reprises l'intérim de la direction de l'hôpital, du 15 juillet au 25 septembre 1946, puis du 15 octobre 1947 au 31 juillet 1948.
Dans l'exercice de ses fonctions, Esch-Chadely est confronté à la vindicte des psychiatres coloniaux qui refusent toute collaboration avec un collègue indigène,. Ils prônent la théorie évolutionniste de l'École d'Alger selon laquelle le Nord-Africain est atteint d'une insuffisance constitutionnelle (primitivisme), faite d'indigence mentale, d'ignorance, de crédulité et de suggestibilité, qui le rend inapte au développement et à l'autonomie, justifiant de ce fait l'ordre colonial. Esch-Chadely découvre également les mauvais traitements auxquels sont soumis les aliénés tunisiens qui représentent plus des neuf dixièmes des patients hospitalisés. Contrairement aux aliénés européens, bien nourris, logés dans des pavillons bien entretenus et dont la prise en charge est régie par l'arrêté résidentiel du 7 mai 1920, les aliénés tunisiens sont déshumanisés, mal nourris, mal soignés, mal vêtus, parqués dans des pavillons surpeuplés et privés de la protection d'une législation règlementant leur hospitalisation. Plus grave encore, il découvre les expérimentations menées à l'abri des regards, sur certains patients. Il dénonce ces exactions dans des campagnes de presse et dans des rapports adressés à l'Institut Pasteur de Paris, à l'OMS et à la Commission internationale de défense des droits de l'homme.
Le comportement et les opinions politiques de Salem Esch-Chadely sont contraires au « loyalisme » attendu des fonctionnaires et d'autant plus mal perçus que le régime du protectorat français avait mis en place une législation réservant aux Français, à l'exclusion des Tunisiens, les postes d'autorité dans la fonction publique « pour mener à bien l'œuvre du protectorat ».
Apprenant que le Conseil technique de la santé avait proposé la suppression de son poste, Esch-Chadely adresse une lettre circulaire aux grands conseillers, leur demandant d'« intervenir en faveur de ces pauvres martyrs pour lesquels je dépense plus que je ne gagne, les malades de l'hôpital de la Manouba [...] En tout cas, la même ténacité qui m'a fait faire un chemin sûr dans le roc de la vie, à l'étranger, me dicte aujourd'hui de ne pas quitter, quoi qu'il arrive, l'hôpital de la Manouba ». Pour mettre fin à ses fonctions, un rapport calomnieux, établi sur la seule base des déclarations du médecin-directeur de l'hôpital de La Manouba et conseiller technique de la santé pour la neuro-psychiatrie auprès du gouvernement, Pierre Mareschal, dénonce les expertises médicolégales d'Esch-Chadely dans lesquelles il rejette sur le régime du protectorat la responsabilité du manque de soins dont souffrent les aliénés tunisiens. Le rapport Mareschal met également en doute, sans justification, le titre de docteur en médecine d'Esch-Chadely, la validité de son diplôme de psychiatrie et de ses titres universitaires, sa ponctualité, sa conscience professionnelle, et sa moralité.
L'arrêté du 26 avril 1939 relève Salem Esch-Chadely de ses fonctions. Ce dernier engage un recours devant le Conseil d'État « pour excès de pouvoir de l'Administration tunisienne ». Le verdict du Conseil d'État, le 20 novembre 1942, abroge l'arrêté de relève pour non-conformité aux règlements administratifs. Faisant à nouveau entorse aux règles administratives, les autorités se gardent d'exécuter la décision de réintégration d'Esch-Chadely. Ce n'est que deux ans plus tard, le 19 décembre 1944, qu'il obtient la copie de cette décision par l'un de ses anciens camarades de Sciences Po, Louis Jacquinot, qui fait alors partie du Gouvernement provisoire de la République française à Alger et la transmet à l'administration. La direction de la Santé publique est contrainte de signer la décision de réintégration et Esch-Chadely reprend son service à l'hôpital dès le lendemain.
Il retrouve l'hôpital en pleine décrépitude. Les malades, et particulièrement les patients tunisiens, ont beaucoup souffert de la Seconde Guerre mondiale. Mareschal a quitté son poste de direction mais, malgré les lourdes accusations de collaboration avec les nazis pesant contre lui, il a conservé son poste de conseiller technique de la santé pour la neuro-psychiatrie auprès du gouvernement. Son remplaçant, le Dr Jean Carrère, quitte la Tunisie en juillet 1947, après deux ans de fonctions. Salem Esch-Chadely est alors nommé médecin-directeur par intérim de l'hôpital par arrêté du 15 octobre 1947. Seul médecin, il a la charge de 348 aliénés (231 hommes et 117 femmes). Malgré l'énormité de la tâche, il tente d'améliorer le sort des patients. Un rapport administratif d'avril 1948 note : « Les pavillons réservés aux malades sont clairs, bien aérés et chauffés pendant la période froide. Ils sont propres malgré l'encombrement [...] Les malades sont bien nourris. À l'exception des boulimiques, ils ne se plaignent pas de manquer de nourriture [...] Actuellement, il n'existe que 4 pavillons de malades : les pavillons Sérieux et Pinel réservés aux malades de sexe masculin (hommes et enfants), quelle que soit leur nationalité, et les pavillons Dagonet et Perrussel réservés aux femmes. Le malade admis en observation est envoyé dans le pavillon où se trouve une place disponible ».
Esch-Chadely n'applique donc plus la ségrégation des patients selon leur nationalité. Ce nouvel état de fait n'est pas explicitement désavoué dans les courriers administratifs, mais clairement dénoncé dans un article de Jean Carrère, paru en octobre 1948 : « La promiscuité, le côtoiement et le mélange des populations, différentes tant au point de vue social que sanitaire et religieux, entraîne un racisme. Elle est du plus fâcheux effet sur les psychopathes européens. Comme l'a écrit fort justement M. le professeur Porot, il est nécessaire de défendre l'allogène contre l'indigène [...] Il y a impossibilité psychiatrique à mélanger les différentes catégories de malades et au surplus à les faire garder par des infirmiers en majeure partie musulmans, sous peine de voir ou plutôt de deviner un certain nombre de brimades, certaines très graves, à point de départ racial : telle par exemple celle qui consista de la part des infirmiers à diminuer, un jour de ramadan, la ration alimentaire de malades non musulmans au profit de malades musulmans [...] Lutter contre l'embouteillage des services actuels est un travail urgent ».

### Mise en place d'une cabale
Dans son rapport, Bernier écrit : « Je ne puis juger de l'incapacité du Dr Salem Esch-Chadely, mais il me paraît aimé de ses malades ». Ainsi, ni l'expertise de Bernier, diligentée à cet effet en avril 1948, ni les instances ordinales n'ayant pu fournir de motif disciplinaire justifiant une décision mettant un terme aux fonctions d'Esch-Chadely, une machination est planifiée au plus haut niveau de la hiérarchie administrative. Il fallait que le dossier soit « juridiquement inattaquable », sans aucune faille susceptible de motiver un nouveau rejet de la décision gouvernementale par le Conseil d'État. Le 5 juillet 1948, le ministre de la Santé charge Mareschal d'une expertise sur les méthodes thérapeutiques employées à l'hôpital par Esch-Chadely. Le rapport fourni, diffamatoire, est utilisé pour établir une correspondance factice entre le ministère de la Santé et de la Population à Paris et la résidence générale. Il sert également de prétexte pour suspendre provisoirement « pour nécessité de service » Esch-Chadely, par arrêté du 30 juillet 1948. Mareschal se réinstalle à la direction de l'hôpital et guide la suite des opérations avec l'accord et le soutien de l'administration. Il fallait obtenir l'exclusion d'Esch-Chadely avant l'expiration de la mesure de suspension. L'exclusion ne pouvant être prononcée qu'après enquête d'un inspecteur médecin psychiatre, le Dr Louis Le Guillant, conseiller technique auprès du ministère de la Santé et de la Population à Paris, est invité pour une mission ordonnée par Paris et financée par le gouvernement tunisien. Il est présenté abusivement dans la presse de Tunis comme « médecin inspecteur des hôpitaux des maladies mentales au ministère de la Santé et de la Population ».
Son enquête à l'hôpital pour les maladies mentales de La Manouba, plus d'un mois après le départ de Salem Esch-Chadely, est dirigée par Mareschal. Quatre jours, du 6 au 10 septembre 1948, ont suffi à Le Guillant pour fournir un volumineux rapport fait d'injures et d'accusations pour de multiples fautes lourdes et manquements graves aux devoirs professionnels qu'il conclut ainsi : « Il est nécessaire, si l'on veut mettre un terme véritable et satisfaisant à cette affaire, d'obtenir une condamnation du Dr Esch Chadely sur le double plan administratif et corporatif. D'ailleurs, la mesure de suspension prise à l'égard du Dr Esch Chadely constitue incontestablement une sanction. Il importe de justifier cette sanction. Nous nous arrêtons personnellement à la solution du renvoi du Dr Esch Chadely devant le Conseil de discipline et le Conseil de l'Ordre. C'est dans cette perspective qu'a été rédigé notre rapport et c'est pourquoi nous nous sommes longuement attardés à examiner les faits pouvant être invoqués à l'encontre du Dr Esch Chadely et leurs fondements théoriques ».

### Conséquences de la cabale
Ces directives, suivies à la lettre, amènent Salem Esch-Chadely devant les instances disciplinaires ordinales et pénales. Les sanctions administratives et judiciaires préconisées tombent comme un couperet : exclusion de l'hôpital pour les maladies mentales et interdiction définitive d'exercice de la médecine.
Face aux recours engagés par Esch-Chadely devant le Conseil d'État et la justice, les rouages administratifs sont utilisés pour étayer les accusations et contrecarrer l'évidence de leur non fondement : subtilisation d'une pièce maîtresse du dossier, amendement de plusieurs textes de loi régissant la composition et le fonctionnement des instances disciplinaires pour les adapter aux besoins de la cause, changement du statut d'Esch-Chadely à son insu, et même confection d'un faux décret de création de l'hôpital pour les maladies mentales de La Manouba, versé par la résidence générale dans le dossier de recours devant le Conseil d'État. Les archives administratives françaises et tunisiennes détiennent les documents apportant la preuve de ces manœuvres.
Malgré la démonstration de l'inexactitude des accusations, la cour d'appel de Tunis maintient l'interdiction d'exercice de la médecine, la réduisant à 18 mois (1951) et le Conseil d'État rejette le recours d'Esch-Chadely (1955).
Dans cette affaire, la justice a été rendue à l'encontre du droit, au nom du maintien de l'ordre colonial,. L'insoumission de Salem Esch-Chadely à cet ordre est réprimée par une torture morale d'une violence extrême. Impuissant à faire entendre la voix de la vérité et sous le coup d'un préjudice moral majeur, il ne s'est pourtant pas laissé abattre par ces épreuves et, avec un courage héroïque, a continué ses combats contre l'adversité et pour la défense du droit des aliénés. Mais ces épreuves ont fini par ruiner sa santé. Une crise cardiaque le terrasse dans la nuit du 10 juin 1954. Il écrivait : « C'est à l'occasion de mes fonctions de médecin de l'hôpital des maladies mentales de la Manouba, seul établissement du genre en Tunisie, que j'ai été traduit devant le Conseil de discipline qui m'a radié de la profession médicale, à mon âge, après une vie de probité et de charité sans tache aucune, voulant ainsi, comme un coupeur de route, m'assassiner et éteindre ma lignée ». Ailleurs, il précisait : « Aucun membre des deux Destours n'a été harcelé plus que moi, en cachette de l'opinion publique et des magistrats. Mais mon opinion politique n'a jamais varié ».

## Hommages et commémorations

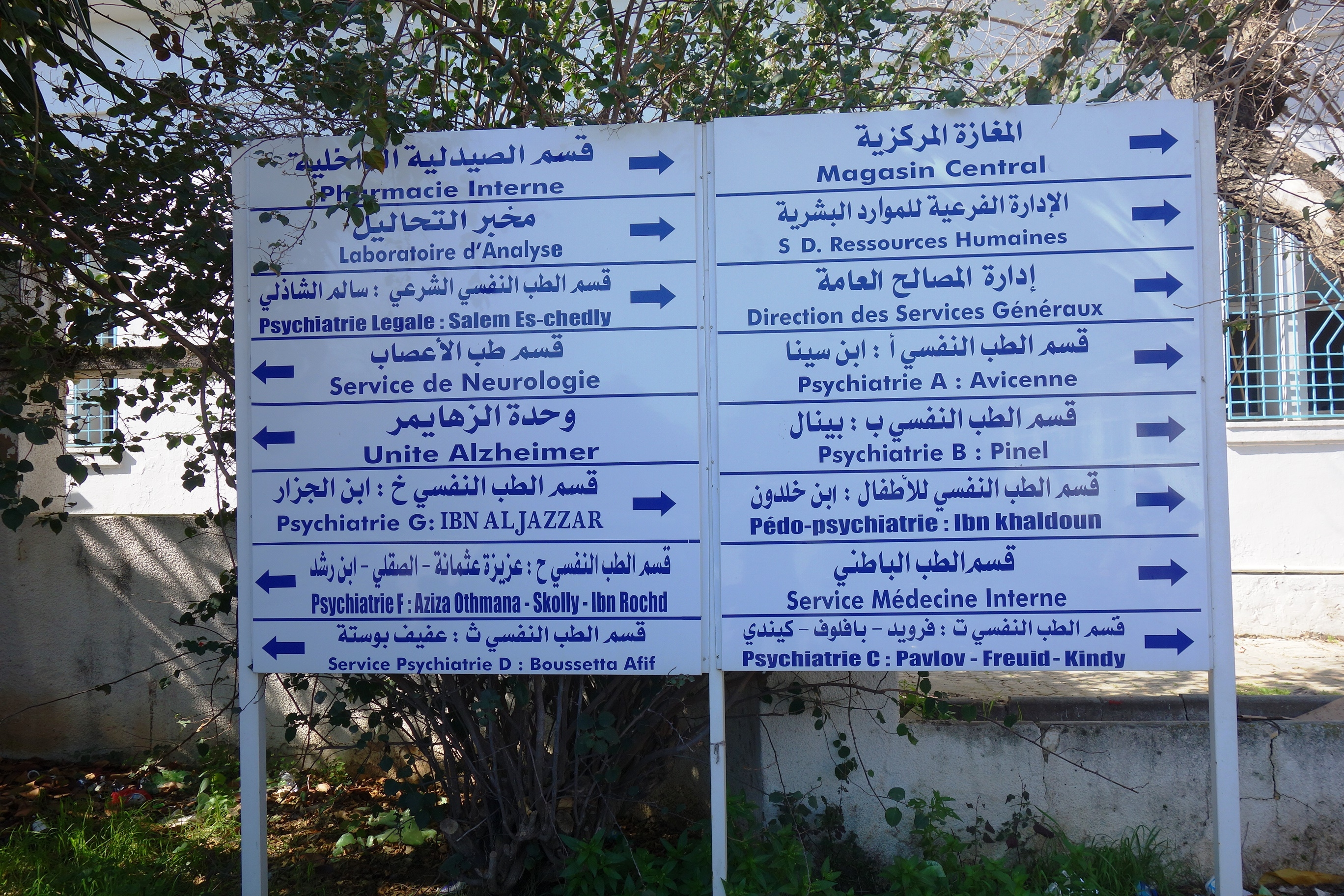
Panneau désignant les pavillons de l'hôpital Razi.

La mémoire et le combat de Salem Esch-Chadely ont été longtemps occultés en Tunisie. Les accusations colportées dans le monde médical et la société tunisienne ont longtemps laissé planer sur sa mémoire l'ombre de soupçons sur ses qualités humaines et sa pratique professionnelle. Il a fallu des décennies pour que la lumière soit faite sur cette affaire et qu'un hommage lui soit rendu. Plusieurs articles lui ont été consacrés et l'Institut supérieur d'histoire du mouvement national a publié sa biographie et organisé des journées scientifiques en son honneur.
L'hôpital Razi (ancien hôpital pour les maladies mentales de La Manouba) a organisé une cérémonie sous l'égide du ministère de la Santé et de la Société tunisienne de psychiatrie, au cours de laquelle lui a été décerné le titre posthume de membre d'honneur.
Le pavillon de psychiatrie légale de cet hôpital porte désormais son nom.